# Historia de Antiquitate Regum Norwagensium
La Historia de Antiquitate Regum Norwagensium (in italiano: Storia degli antichi re norvegesi) è un testo storiografico in latino del XII secolo scritto dal monaco norvegese Theodoricus Monachus. Il racconto inizia con Harald I Bellachioma, primo re di Norvegia, e termina con Sigurd I detto il Crociato, che morì nel 1130.

## Contenuto
1. Prologo e dedica all'Arcivescovo Eysteinn Erlendsson
2. Indice dei capitoli
3. Historia de Antiquitate Regum Norwagensium

## Opera e datazione
Fu redatto tra il 1176 e il 1188, anno in cui morì l'Arcivescovo di Nidaros Eystein Erlendsson, al quale l'opera era dedicata. L'opera tratta del regno norvegese dalla sua nascita fino all'inizio delle Guerre Civili norvegesi, tradizionalmente collocate dopo la morte di Sigurd I. In quell'epoca non esisteva ancora una legge chiara sulla successione reale, perciò qualunque figlio di re, legittimo o illegittimo, poteva aspirare al trono. 
Tra la morte di Sigurd I e redazione dell'opera vi è uno stacco di soli quaranta anni, che però Theodoricus passa sotto silenzio perché riteneva "assolutamente sconveniente riportare ai posteri i crimini, gli omicidi, gli spergiuri, i parricidi, le profanazioni dei luoghi sacri, il disprezzo verso Dio, le azioni di saccheggio sia verso il clero sia verso il popolo, i rapimenti di donne e altri abomini che sarebbero troppo lunghi da enumerare".
Soltanto metà della Historia è dedicata ai re e alle loro gesta, con particolare attenzione a Óláfr I Tryggvason e Óláfr II Haraldsson, coloro che convertirono definitivamente la Norvegia. La narrazione infatti è costituita da molte digressioni ed excursa che spesso esulano dalla storia norvegese. Un esempio è il capitolo 17 intitolato "Sulla natura delle Cariddi e riguardo ai Longobardi e agli Unni". Theodoricus adotta questa tecnica, presa in prestito indubbiamente da scrittori classici, per "deliziare la mente del lettore". Come afferma lo stesso Theodoricus, queste digressioni sono tutt'altro che inutili.
Le fonti a cui la Historia attinge sono dichiarate esplicitamente nel Prologo. Theodoricus deve molto alle informazioni prese dagli scrittori islandesi, sia storiografia sia poeti. Theodoricus spesso si rifà a loro per alcune datazioni di sovrani o di eventi, tuttavia avverte il lettore di non garantire con assoluta certezza che queste siano esatte. Materiale straniero fu certamente importante, come per esempio la Historia Normannorum di Dudone. 
Altre brevi trattazioni sul regno norvegese come la Historia Norwegie e l'Ágrip af Nóregskonungasögum possono aver influenzato o essere stati influenzati dall'opera di Theodoricus.